# Zum Blauen Bock
Zum Blauen Bock war eine Unterhaltungssendung des Hessischen Rundfunks im Deutschen Fernsehen, von der zwischen 1957 und 1987 insgesamt 208 Folgen produziert wurden. Geleitet wurde sie bis Ende 1965 von Otto Höpfner, anschließend von Heinz Schenk und Lia Wöhr.

## Mit Otto Höpfner

### Funkausstellung 1957
Die Show Zum Blauen Bock ist für die Funkausstellung 1957 in Frankfurt am Main konzipiert worden. Der Vorschlag, eine Äppelwoi-Gaststätte nachzubilden, kam dabei vom Intendanten des Hessischen Rundfunks, Eberhard Beckmann. Der Name der Sendung leitete sich von existierenden Gaststätten mit ähnlichen Namen, etwa Zum Schwarzen Bock ab, Blau als Farbe wählte man im Hinblick auf den Alkoholgenuss. Die erste Sendung lief am 3. August 1957, weitere insgesamt acht Sendungen an den folgenden Tagen der Ausstellung. Ab dem 9. November 1957 wurde die Show dann sehr erfolgreich etwa alle sechs Wochen samstagnachmittags im regulären Programm ausgestrahlt.

### Konzept
Den Eindruck einer Schankwirtschaft erzeugten Tische mit Sitzbänken, auf denen die Gäste saßen, und drumherum angeordnete, etwa zwei Meter hohe Kulissen, welche Fachwerkhäuser darstellten. In der Sendung spielte das Tanzorchester Hans Schepior und seine Solisten, welches sämtliche eingeladenen Künstler begleitete. Neben der Musik nahmen Wortbeiträge einen nahezu ebensogroßen Raum ein. Dazu gehörten Sketche, bei denen auch schon Heinz Schenk mitwirkte, und Gespräche mit den Gästen, wobei stets der Bürgermeister und Persönlichkeiten der Stadt zu Wort kamen.
Eine Besonderheit der Sendung war, dass die Produktion der Sendung nicht auf einen festen Standort beschränkt wurde. Die Sendung wurde überwiegend in verschiedenen hessischen Städten produziert. Gelegentlich wurden Sendungen auch außerhalb Hessens, zum Teil auch im Ausland produziert. Innerhalb Hessens besuchte man dabei nicht nur die großen, sondern auch kleine Städte. Dies war noch ungewöhnlich und sorgte in der jeweiligen Stadt für enormes Aufsehen. Voraussetzung für einen Besuch war allerdings, dass eine geeignete Stadt- oder Sporthalle zur Verfügung stand. Das Publikum bestand jeweils aus Einwohnern der gastgebenden Stadt.
Weitere Eigenarten stellten die Bembel und der Beginn einer jeden Sendung dar, er bestand nämlich aus einem Einspielfilm, in dem Otto Höpfner in eine Figur, etwa einen Handwerker, schlüpfte. Die Bembel bekamen die Gäste nach ihrer Darbietung zum Dank und als Erinnerung überreicht.
Wesentliche Merkmale dieser Sendungskonzeption wurden in den 1980er Jahren vom ORF für die damals neue Unterhaltungssendung Musikantenstadl übernommen, so dass etliche Parallelen sichtbar sind.

### Fortgang Höpfners
Wegen eines Gagenstreits mit dem HR wechselte Höpfner zum Jahresanfang 1966 erst zum WDR und dann zum ZDF, um dort dann eine ähnliche Sendung zu präsentieren. Der Programmdirektor des Hessischen Rundfunks, Hans-Otto Grünefeldt, vertrat den Standpunkt, wenn er wechseln wolle, müsse man ihn gehen lassen und überreichte ihm in der letzten Sendung persönlich einen Bembel zur Verabschiedung.

## Mit Heinz Schenk und Lia Wöhr

### Übergang
Heinz Schenk erfuhr im Funkhaus von seiner neuen Tätigkeit, als er die Treppe hinunterging und ihm der Programmdirektor entgegenkam. Schenk erbat eine Bedenkzeit, da es ihm problematisch erschien, eine erfolgreiche Sendung von jemandem zu übernehmen. Am nächsten Morgen konnte er aber bereits in der Abendpost/Nachtausgabe vom Personalwechsel lesen. Beim anschließenden Telefonat teilte ihm Hans-Otto Grünefeldt mit, er könne dementieren, aber es mache keinen guten Eindruck.
Von einer Übernahme riet auch der Regisseur der Sendung, Ekkehard Böhmer, ab, woraufhin Heinz Schenk sich überlegte, nicht als Wirt zu erscheinen, um nicht in die Fußstapfen Otto Höpfners treten zu müssen. Er fragte Lia Wöhr, ob sie als Sketchpartnerin zur Verfügung stünde, und ersann folgende Konstellation: Lia tritt als Wirtin auf, er selbst und Reno Nonsens als Oberkellner. In dem Einspielfilm zur ersten Sendung reisten dann Schenk und Nonsens im Zug zur Sendung.
Während Otto Höpfner recht rustikal aufgetreten war und auch schon einmal einem Gast auf die Schulter klopfte, legte Heinz Schenk viel Wert auf Perfektion. Dies galt auch für die Zusammenarbeit mit Reno Nonsens, mit dem er schon zuvor viele gemeinsame Auftritte hatte.
1968 wurde Heinz Schenk von Lia Wöhr zum Geschäftsführer ernannt, fortan trat er nicht mehr mit einer weißen Jacke, sondern im Trachtenanzug auf. Reno Nonsens blieb Oberkellner und spielte vor allem bei Sketchen mit, er nahm allerdings nicht an jeder Ausgabe teil.
Produzent blieb zunächst Martin Jente, den dann Lia Wöhr bis 1976 ablöste. Danach übernahm Gabriele Klinger bis 1987 die redaktionelle Arbeit.

### Bembel
Heinz Schenk nutzte die Bembel-Übergabe als Zeichen dafür, das Gespräch mit dem Gast zu beenden. Er hatte dazu mit Lia Wöhr abgesprochen, dass sie 20 Sekunden vor dem geplanten Ende mit den Bembeln erscheinen solle. Später gravierte man die Autogramme von Heinz Schenk und Lia Wöhr in den Bembel, um den Verkauf der vorher marken- und musterrechtlich nicht geschützten Blaue-Bock-Bembel verhindern zu können. Schenk trank stets Apfelsaft anstatt Äppelwoi, um unbeeinträchtigt durch die Sendung führen zu können.

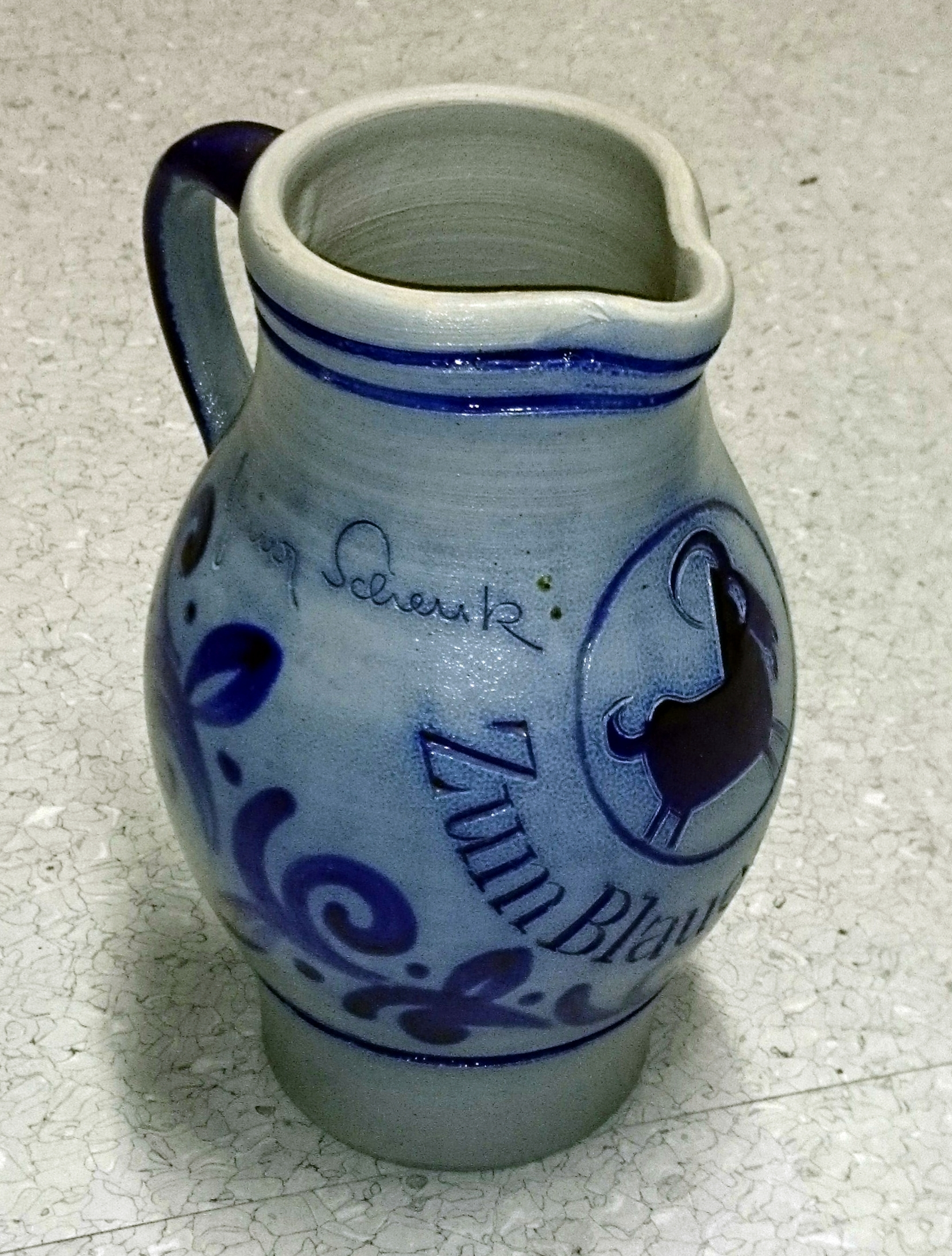
Original-Bembel verliehen 1978 an die Viel-Harmoniker

### Musik
Heinz Schenk arbeitete lange Zeit mit Franz Grothe zusammen, dessen musikalische Fähigkeiten er sehr achtete, er sprach ihn stets mit „Sie“ und „Meister“ an. Musikalisch legten die beiden großen Wert darauf, bedeutende Operetten- und Opernsänger in die Sendung zu bekommen, was einen erheblichen Teil ihres Erfolges ausmachte. Der bisherige Dirigent Hans Schepior blieb dabei der Sendung erhalten, er spielte unter der neuen Leitung am Klavier mit und wurde von Schenk stets persönlich begrüßt. Nach dem Tod Franz Grothes 1982 übernahm Rolf-Hans Müller die musikalische Leitung bis zur Einstellung der Sendung.
Heinz Schenk schrieb selbst viele Texte, die Franz Grothe bzw. Rolf-Hans Müller dann vertonten. Dabei handelte es sich zum einen um Lieder, die er selber sang, so dass er sich bei Zeitnot „selber aus dem Programm nehmen“ konnte, um den Zeitplan der Live-Sendung einzuhalten – als Nachmittagssendung durfte der Blaue Bock nicht überziehen. Zum anderen handelte es sich um Lieder für die Gäste, die sie mitunter auch im Duett mit Schenk sangen. Dabei wurden häufig auch Prominente, beispielsweise Nachrichtensprecher, eingeladen, die zum ersten Mal vor der Kamera sangen. Schenk passte dann seine Lieder an die musikalischen Fähigkeiten der Gäste an. Sämtliche Gesangseinlagen im Blauen Bock wurden vorher aufgezeichnet und in der Sendung als Playback eingespielt. Bei den Prominenten, die sonst selten oder nie öffentlich sangen, führte dies oft zu erkennbaren Asynchronitäten zwischen Mundbewegungen und Gesang.
Eine Zeit lang traten auch der Günter-Kallmann-Chor oder der Botho-Lucas-Chor als Background-Sänger auf und durften auch eigene Titel vortragen.
Am Ende jeder Sendung traten alle beteiligten Künstler nochmal für ein großes Finale auf und sangen gemeinsam ein Schlusslied, das jeweils unter einem bestimmten Motto stand.
Ab 1968 gab es eine besondere Fastnachtssendung, die aufwändiger als die regulären Ausgaben ausfiel und stets in einer großen Halle stattfand. Heinz Schenk hielt dort jeweils eine Büttenrede. Ab 1976 strahlte man sie zu Weiberfastnacht aus.
Ab den 1970er Jahren griffen die Produzenten immer wieder aktuelle Themen wie Aerobic oder Waldsterben auf, die mit Tanzeinlagen, Sketchen oder Liedern thematisiert wurden. So gab es beispielsweise 1974 einen Einspieler, in dem die damals erfolgreiche Science-Fiction-Serie Raumschiff Enterprise persifliert wurde, mit Heinz Schenk als Captain Kirk und Reno Nonsens als Spock.

### Einspielfilm
Den Einspielfilm als Vorspann behielt Heinz Schenk bei, wobei er dazu überging, die gastgebende Stadt auf humorvolle Weise musikalisch vorzustellen. Dabei verkleidete er sich mitunter sogar in mehrere, auch historische Figuren.

### Erfolg
Bestanden nach dem Abschied Höpfners die Befürchtungen, die Sendung könnte bald eingestellt werden, so erlebte sie tatsächlich einen gigantischen Erfolg, der jenen seines Vorgängers noch einmal überbot. Bis zu 20 Millionen Menschen schalteten die Sendung regelmäßig ein. Die Gründe hierfür lagen in der Präsentation: Sowohl Heinz Schenk als auch Lia Wöhr und Reno Nonsens legten als gelernte Schauspieler auf eine technisch perfekte Darbietung allergrößten Wert; in der Musikauswahl sowie den bekannten Gästen. So gut wie alle damals bekannten Sänger der deutschen Schlager- und Volksmusik sind wenigstens einmal im Blauen Bock aufgetreten; den Rekord hält das Medium-Terzett mit 30 Auftritten.
Auf der Funkausstellung 1967 in Berlin wurde der Blaue Bock als erste Sendung des Hessischen Rundfunks in Farbe ausgestrahlt. Ab 1982 wurde er als Samstagabendshow gesendet. Am 19. Dezember 1987, kurz nachdem die Sendung ihr 30-jähriges Bestehen gefeiert hatte, fand die letzte Sendung in der Frankfurter Festhalle statt. Heinz Schenk gab den Blauen Bock aus Altersgründen auf.

## Laufzeit
- Vom 3. August 1957 bis zum 18. Dezember 1965 entstanden 74 Sendungen mit Otto Höpfner.
- Vom 15. Januar 1966 bis zum 19. Dezember 1987 entstanden 134 Sendungen mit Heinz Schenk und Lia Wöhr.
- Der Hessische Rundfunk produzierte 1997 mit Heinz Schenk die Reihe „Spätlese – Das Beste aus dem Blauen Bock“, in der vom Gastgeber handverlesen die schönsten TV-Momente aus jeweils einem Bock-Jahrgang pro Sendung präsentiert wurden. Die zwölf Ausgaben der Jahrgänge 1969 bis 1980 sind nach dem Tod von Heinz Schenk im Sommer 2014 in einer 3-DVD-Box erschienen. Er selbst hatte diese noch mit auf den Weg gebracht und mit einem Grußwort versehen, erlebte jedoch die Veröffentlichung nicht mehr selbst.

## Schallplattenausgabe
In den 1960er Jahren gab es eine Schallplattenausgabe der Sendung, gleichfalls live vor Publikum aufgenommen. Daneben gab es einige Musikkompilationen mit Liedern der in der Sendung aufgetretenen Stars als Begleitschallplatten.

## Liste der ARD-Ausstrahlungen
| Datum      | Folge | Ort                      | Gäste | Besonderheiten                                                                                   |
| 03.08.1957 | 1     | Frankfurt am Main        | | Von der Deutschen Funkausstellung 1957                                                           |
| 04.08.1957 | 2     | Frankfurt am Main        | | Von der Deutschen Funkausstellung 1957                                                           |
| 05.08.1957 | 3     | Frankfurt am Main        | Lys Assia | Von der Deutschen Funkausstellung 1957                                                           |
| 06.08.1957 | 4     | Frankfurt am Main        | | Von der Deutschen Funkausstellung 1957                                                           |
| 07.08.1957 | 5     | Frankfurt am Main        | | Von der Deutschen Funkausstellung 1957                                                           |
| 08.08.1957 | 6     | Frankfurt am Main        | | Von der Deutschen Funkausstellung 1957                                                           |
| 09.08.1957 | 7     | Frankfurt am Main        | | Von der Deutschen Funkausstellung 1957                                                           |
| 10.08.1957 | 8     | Frankfurt am Main        | | Von der Deutschen Funkausstellung 1957                                                           |
| 11.08.1957 | 9     | Frankfurt am Main        | | Von der Deutschen Funkausstellung 1957                                                           |
| 09.11.1957 | 10    | Frankfurt am Main        | |                                                                                                  |
| 07.12.1957 | 11    | Frankfurt am Main        | |                                                                                                  |
| 31.12.1957 | 12    | Frankfurt am Main        | |                                                                                                  |
| 08.02.1958 | 13    | Frankfurt am Main        | |                                                                                                  |
| 08.03.1958 | 14    | Frankfurt am Main        | |                                                                                                  |
| 12.04.1958 | 15    | Frankfurt am Main        | |                                                                                                  |
| 19.04.1958 | 16    | Frankfurt am Main        | |                                                                                                  |
| 10.05.1958 | 17    | Frankfurt am Main        | |                                                                                                  |
| 14.06.1958 | 18    | Frankfurt am Main        | Gisela Griffel |                                                                                                  |
| 26.07.1958 | 19    | Frankfurt am Main        | |                                                                                                  |
| 30.08.1958 | 20    | Frankfurt am Main        | |                                                                                                  |
| 27.09.1958 | 21    | Frankfurt am Main        | |                                                                                                  |
| 18.10.1958 | 22    | Frankfurt am Main        | |                                                                                                  |
| 15.11.1958 | 23    | Frankfurt am Main        | Lale Andersen |                                                                                                  |
| 27.12.1958 | 24    | Frankfurt am Main        | Teddy Reno |                                                                                                  |
| 17.01.1959 | 25    | Frankfurt am Main        | Heinz Schenk |                                                                                                  |
| 21.02.1959 | 26    | Frankfurt am Main        | Elfie Pertramer |                                                                                                  |
| 14.03.1959 | 27    | Frankfurt am Main        | Johanna König (Schauspielerin) |                                                                                                  |
| 15.08.1959 | 28    | Frankfurt am Main        | | Von der Deutschen Funkausstellung 1959                                                           |
| 17.08.1959 | 29    | Frankfurt am Main        | | Von der Deutschen Funkausstellung 1959                                                           |
| 18.08.1959 | 30    | Frankfurt am Main        | | Von der Deutschen Funkausstellung 1959                                                           |
| 19.08.1959 | 31    | Frankfurt am Main        | | Von der Deutschen Funkausstellung 1959                                                           |
| 20.08.1959 | 32    | Frankfurt am Main        | | Von der Deutschen Funkausstellung 1959                                                           |
| 21.08.1959 | 33    | Frankfurt am Main        | | Von der Deutschen Funkausstellung 1959                                                           |
| 22.08.1959 | 34    | Frankfurt am Main        | | Von der Deutschen Funkausstellung 1959                                                           |
| 23.08.1959 | 35    | Frankfurt am Main        | | Von der Deutschen Funkausstellung 1959                                                           |
| 10.12.1960 | 36    |                          | |                                                                                                  |
| 21.01.1961 | 37    |                          | Christa Williams |                                                                                                  |
| 18.03.1961 | 38    |                          | Hans Hopf, Kurt Böhme |                                                                                                  |
| 15.04.1961 | 39    |                          | |                                                                                                  |
| 27.05.1961 | 40    |                          | |                                                                                                  |
| 25.08.1961 | 41    | Berlin                   | | Von der Deutschen Funkausstellung 1961                                                           |
| 26.08.1961 | 42    | Berlin                   | | Von der Deutschen Funkausstellung 1961                                                           |
| 17.02.1962 | 43    |                          | |                                                                                                  |
| 24.03.1962 | 44    |                          | |                                                                                                  |
| 28.04.1962 | 45    |                          | |                                                                                                  |
| 26.05.1962 | 46    |                          | |                                                                                                  |
| 23.06.1962 | 47    | Gustavsburg              | |                                                                                                  |
| 13.10.1962 | 48    |                          | |                                                                                                  |
| 17.11.1962 | 49    |                          | |                                                                                                  |
| 08.12.1962 | 50    |                          | |                                                                                                  |
| 12.01.1963 | 51    | Pfungstadt               | |                                                                                                  |
| 16.02.1963 | 52    | Wiesbaden                | |                                                                                                  |
| 09.03.1963 | 53    | Lich                     | |                                                                                                  |
| 27.04.1963 | 54    | Lauterbach               | |                                                                                                  |
| 30.08.1963 | 55    | Berlin                   | | Von der Großen Deutschen Funkausstellung 1963                                                    |
| 31.08.1963 | 56    | Berlin                   | | Von der Großen Deutschen Funkausstellung 1963                                                    |
| 19.10.1963 | 57    | Friedewald               | |                                                                                                  |
| 16.11.1963 | 58    | Rodheim-Bieber           | |                                                                                                  |
| 21.12.1963 | 59    | Nieder-Roden             | Joseph Plaut |                                                                                                  |
| 18.01.1964 | 60    |                          | |                                                                                                  |
| 15.02.1964 | 61    | Watzenborn-Steinberg     | |                                                                                                  |
| 21.03.1964 | 62    | Treysa                   | |                                                                                                  |
| 18.04.1964 | 63    | Fulda                    | |                                                                                                  |
| 10.10.1964 | 64    | Lorsch                   | Erika Köth, Ernst Krukowski |                                                                                                  |
| 14.11.1964 | 65    | Bad Hersfeld             | Ursula Boese, Gustav Neidlinger, Joseph Plaut, Astrid Varnay, Wolfgang Windgassen, Erwin Wohlfahrt |                                                                                                  |
| 12.12.1964 | 66    | Eschwege                 | | Wegen eines Fußballspiels vorzeitig abgebrochen                                                  |
| 09.01.1965 | 67    | Frankenberg (Eder)       | |                                                                                                  |
| 13.02.1965 | 68    | Kelsterbach              | |                                                                                                  |
| 10.04.1965 | 69    | Viernheim                | Gerhard Winkler |                                                                                                  |
| 01.05.1965 | 70    | Kirchhain                | |                                                                                                  |
| 28.08.1965 | 71    | Stuttgart                | | Von der Deutschen Funkausstellung 1965                                                           |
| 30.10.1965 | 72    | Eltville am Rhein        | |                                                                                                  |
| 20.11.1965 | 73    | Petersberg               | |                                                                                                  |
| 18.12.1965 | 74    | Bad Sooden-Allendorf     | Beppo Brem, Hans Clarin, Heinz Erhardt, Herbert Hesse, Rudolf Schock |                                                                                                  |
| 15.01.1966 | 75    | Bischofsheim             | |                                                                                                  |
| 26.02.1966 | 76    | Wolfhagen                | Martin Jente, Alexis Neve |                                                                                                  |
| 19.03.1966 | 77    | Lauterbach               | |                                                                                                  |
| 30.04.1966 | 78    | Reisen                   | |                                                                                                  |
| 06.11.1966 | 79    | Wiesbaden                | Rita Bartos, Liesel Christ, Karl Gross, Heinz Hoppe, Lilifa, Medium-Terzett, Gerd Nienstedt, Hans Hermann Nissen, Lotte Rausch, Ivan Rebroff, Friedrich Schröder, Anja Silja, Jane Tilden, Margot Trooger, Erwin Wohlfahrt | Erste Abendsendung, zugleich Berichte und Informationen über die laufende Landtagswahl in Hessen |
| 26.11.1966 | 80    | Alsfeld                  | |                                                                                                  |
| 17.12.1966 | 81    | Offenbach am Main        | |                                                                                                  |
| 14.01.1967 | 82    | Dieburg                  | |                                                                                                  |
| 18.02.1967 | 83    | Hanau                    | Andrea Horn & Wyn Hoop, Jacob Sisters |                                                                                                  |
| 11.03.1967 | 84    | Hessisch Lichtenau       | |                                                                                                  |
| 21.05.1967 | 85    | Erbach                   | Donald Grobe, Eva Kasper, Arnim Dahl, Medium-Terzett, Maria Kouba, Hans Uwe Schneider | Für den 22. April 1967 geplant, wegen des Todes von Konrad Adenauer verschoben                   |
| 02.09.1967 | 86    | Berlin                   | Lisa della Casa, Gottlob Frick, James King, Hertha Töpper, Die 3 Travellers | Von der Großen Deutschen Funkausstellung 1967, erste (zunächst einmalige) Farbsendung            |
| 21.10.1967 | 87    | Büdingen                 | Ferry Gruber, Günther-Kallmann-Chor, Sándor Kónya, Wilma Lipp, Renate Sack, Robert Stolz |                                                                                                  |
| 18.11.1967 | 88    | Melsungen                | Edelgard Stössel |                                                                                                  |
| 16.12.1967 | 89    | Gießen                   | Kurt Böhme, Willy Hofmann, Francesco Lazaro, Jutta Maiefahrt, Mary O’Brien |                                                                                                  |
| 20.01.1968 | 90    | Sandbach                 | Angela Paez-Kiernicza, Jean Cox, Franz Grothe |                                                                                                  |
| 24.02.1968 | 91    | Kelkheim (Taunus)        | Judith Blegen, Georg Stern, Willy Hagara, Margit Sponheimer, Die 3 Travellers |                                                                                                  |
| 23.03.1968 | 92    | Heringen (Werra)         | Gerda Scheyrer, Hermin Esser, Medium-Terzett, Christa Behnke, Ralf Bendix |                                                                                                  |
| 20.04.1968 | 93    | Michelstadt              | Günter-Kallmann-Chor, Leonardo Wolowsky | Letzte Sendung in schwarz-weiß                                                                   |
| 26.10.1968 | 94    |                          | |                                                                                                  |
| 23.11.1968 | 95    | Sachsenhausen            | Alexandra, Gert Krämer |                                                                                                  |
| 21.12.1968 | 96    | Bad Orb                  | |                                                                                                  |
| 18.01.1969 | 97    | Mörfelden                | |                                                                                                  |
| 15.02.1969 | 98    | Wiesbaden                | Marlies Wendels, Margit Sponheimer, Reinhold Bartel, Willy Hofmann, Ernst Neger, Jupp Schmitz, Kurt-Adolf Thelen, Die 3 Travellers, Die Majorettes & Cheerleaders der American High School, Albert Osswald, Karl Ender, Karl Gerhart Parigger, Heinz Simon, Guido Baumann, Jürgen Graf, Erich Helmensdorfer, Robert Lembke, Hans Rosenthal, Baseler Gugge Mysli, 3D Armored Division Band |                                                                                                  |
| 15.03.1969 | 99    | Basel                    | Paola |                                                                                                  |
| 19.04.1969 | 100   | Frankfurt am Main        | Sándor Kónya, Erika Köth, Lolita, Willy Schneider, Hubert Diehl, Franz Lambert, Lisa della Casa, Wilma Lipp, Jutta Meyfarth, Lotte Schädle, Gerda Scheyrer, Sonja Schöner, Elisabeth Steiner, Rita Streich, Hertha Töpper, Astrid Varnay, William Dooley, Rudolf Gonszar, Willy Hofmann, Ernst Krukowski, Georg Stern, Josef Traxel, Gerhard Unger, Horst Wilhelm, Bernhard Grzimek, Heinz Haber, Heinrich Harrer, Ernst von Khuon, Eugen Schuhmacher, Willy Dehmel, Martin Jente, Willy Millowitsch, Ernst Neger, Carl Sembach, Willy Windecker, Helmut Schön, Heike Hustede, Manfred Germar, Anna Wehner, Günter-Kallmann-Chor, Blasorchester Eugen Henkel                                                                                              |                                                                                                  |
| 07.09.1969 | 101   | Stuttgart                | Felicia Weathers, Ilse Werner, Bully Buhlan, Jiri Popper, Gerhard Unger, Botho-Lucas-Chor | Von der Deutschen Funkausstellung 1969                                                           |
| 11.10.1969 | 102   | Eschwege                 | |                                                                                                  |
| 15.11.1969 | 103   | Haiger                   | |                                                                                                  |
| 13.12.1969 | 104   | Offenbach am Main        | |                                                                                                  |
| 10.01.1970 | 105   | Groß-Zimmern             | Ingrid Paller, Renate Kern, Janos Korda, Arturo Testa, Frank Raymond, Rudolf Graetz, Ruth Leuwerik, Agnes Windeck, Christian Wolff, Uschi Siebert-Rauch, Elke Müller-Kast, Doris Steinmüller, Christel Heiden, Karin Ziegler, Liesel Westermann, Lieselinde Ziegle, Christa Stroppe, Gesine Froese, Fred-Schecher-Chor, Mozart-Chor Elsenfeld |                                                                                                  |
| 07.02.1970 | 106   | Wiesbaden                | Tonia, Robert Noss, Margit Sponheimer, Karl-Heinz Feldmann, Jupp Schmitz, Die 3 Travellers, Willy Schneider, Willy Hofmann, Sissy Löwinger, Heidi Kabel, Michl Lang, Willy Millowitsch, Ernst Neger, Münchener Prinzengarde |                                                                                                  |
| 14.03.1970 | 107   | Braunfels                | Gloria Davy, Katja Ebstein, Wolfgang Anheisser, Jean van Ree, Medium-Terzett, Damen des Günter-Kallmann-Chors, Albert Cappel, Erwin Brandtner, Hans Haarländer, Heike Schaffert |                                                                                                  |
| 11.04.1970 | 108   | Salzburg                 | Rosy-Singers, Willy Hagara, Waldemar Kmentt, Alfred Bäck, Hans-Otto Grünefeldt, Arleen Augér, Kurt Böhme, Dagmar Koller, Brigitte Grothum, Marianne Koch, Peter Eschberg, Hellmut Lange, Karl Lieffen, Günther Stoll, Hans Zesch-Ballot, Nico Dostal |                                                                                                  |
| 17.10.1970 | 109   | Kassel                   | Ingeborg Hallstein, Petra Pascal, Rudolf Schock, Kurt Dehn, Willy Schneider, Kurt-Adolf Thelen, Franzl Lang, Willy Harlander, Liselotte Kuschnitzky, Annemarie Wendl, Kai Bronsema, Klaus Schichan |                                                                                                  |
| 14.11.1970 | 110   | Gelnhausen               | Mimi Coertse, John van Kesteren, Wyn und Andrea, Kurt Stadel, Medium-Terzett, Hans Sachs, Karl Schönböck, Friedrich Schoenfelder, Alexander Welbat, Paul Klinger, Peter Kraus, Paul Kuhn, Peter Igelhoff |                                                                                                  |
| 19.12.1970 | 111   | Friedberg                | Pariser Sängerknaben, René Kollo, Elisabeth Steiner, Heidi Schmid-Grundmann, Hein Bollow, Klaus Bugdahl, Lothar Emmerich, Karl Mildenberger, Ivan Rebroff, Balalaika-Ensemble, Rosy-Singers, Alexandra Becker, Rolf Becker, Michael Hinz, Viktoria Hinz-Brams, Paul Falk, Ria Falk-Baran |                                                                                                  |
| 23.01.1971 | 112   | Groß-Umstadt             | Annon Lee Silver, Frieda Linzi, Heinz Hoppe, Heino, Günter-Kallmann-Chor, Die Läkarsextetten, Dieter Borsche, Rudolf Prack, Wolfgang Arps, Curth Flatow, Horst Pillau, Robert Stromberger, Heinz Oskar Wuttig, Kai Fischer, Marianne Koch, Magda Schneider, Hanns Ernst Jäger, Hans Richter, Peter Schmitz |                                                                                                  |
| 20.02.1971 | 113   | Frankfurt am Main        | Monika Dahlberg, Cesare Curzi, Rudi Carrell, Willy Hofmann, Jupp Schmitz, Adam und die Micky’s, 3 rä da bäng, Dieter Eppler, Jürgen Feindt, Ernst Huberty, Harald Scheerer, Die 3 Varias, Münchener Prinzengarde, Die Peheiros, Die Nussknacker |                                                                                                  |
| 20.03.1971 | 114   | Limburg a. d. Lahn       | Sylvia Geszty, Mary Roos, Peter Bahrig, Reinhard Mey, Medium-Terzett, Guido Baumann, Kurt Pratsch-Kaufmann, Fritz Tiedemann, Gerd Vespermann, Heli Finkenzeller, Gaby Dohm, Max Strecker, Frank Strecker, Helmut Zacharias, Thomas Zacharias, Ralph Maria Siegel, Friedrich Schröder, Norbert Schultze, Chorvereinigung Limburg |                                                                                                  |
| 10.04.1971 | 115   | Lampertheim              | Erika Köth, Ion Piso, Pali Marinov, Rex Gildo, Maxl Graf, Christa Behnke, Franz Lambert, Hubert, Hans von Borsody, Hans Elwenspoek, Hans Quest, Hans Rosenthal, Hans Timerding, Wilhelm Herz, Jochen Rühlmann, Tino-Seib-Chor, Die Kurpfalzjäger |                                                                                                  |
| 04.09.1971 | 116   | Berlin                   | Dorthe Kollo, Medium-Terzett, Peter Minich, Lilian Sukis, Ilse Werner | Von der Internationalen Funkausstellung 1971                                                     |
| 23.10.1971 | 117   | Cappel                   | Kurt Böhme, Katja Ebstein, Joana Emetz, Karl Gross, Urszula Koszut |                                                                                                  |
| 20.11.1971 | 118   | Bad Hersfeld             | Peter Beil, Gloria Davy |                                                                                                  |
| 11.12.1971 | 119   | Michelstadt              | |                                                                                                  |
| 22.01.1972 | 120   | Griesheim                | Hannelore Bode, Pat und Paul, Ralf Paulsen |                                                                                                  |
| 12.02.1972 | 121   | Wiesbaden                | Erika Köth, Willi Brokmeier, Will Glahé, Karl Gross, Willy Hagara, Jupp Schmitz, Helmut Werner, Adam und die Micky’s, Die 3 Varias, Les Majorettes de Troyes, Joachim Cadenbach, Wolfgang Littmann, Rudolf Rohlinger, Gerd Ruge, Annemarie Griesinger, Hermann Höcherl, Wolfgang Mischnick |                                                                                                  |
| 04.03.1972 | 122   | Seeheim                  | Rudolf Schock, Edda Moser, Wolfgang Anheisser, Franzl Lang, Medium-Terzett |                                                                                                  |
| 01.04.1972 | 123   |                          | |                                                                                                  |
| 07.10.1972 | 124   |                          | |                                                                                                  |
| 11.11.1972 | 125   | Stuttgart                | |                                                                                                  |
| 31.12.1972 | 126   | Frankfurt am Main        | Rudi Carrell, Emil Brandl Fernsehballett, Harry Friedauer, Benno Hoffmann, Werner Hollweg, Günter-Kallmann-Chor, Gustav Knuth, Medium-Terzett, Erik Ode, Freddy Quinn, Mary Roos, Gisela Schlüter, Mária Tiboldi, Dirk Dautzenberg, Liesel Christ, Ernst Huberty, Martin Jente, Maria Madlen Madsen, Ulla Norden, Renate Pichler, Hans Söhnker, Die Studiker, Wolfgang Völz, Heinz Oskar Wuttig | Fast dreistündige Silvestersendung zum Jahreswechsel                                             |
| 03.02.1973 | 127   |                          | |                                                                                                  |
| 03.03.1973 | 128   | Wiesbaden                | Die 3 Varias, Adam und die Micky’s, Alois Aichhorn, Roberto Blanco, Heinz Deutschendorf, Heinz Engelmann, Walter Gross, Dieter Thomas Heck, Eric Helgar, Erich Helmensdorfer, Horst Janson, Manfred Letzerich, Lotti Krekel, Jupp Schmitz, Albert Osswald, Heinz Schönberger, Ingeborg Schöner, Margit Sponheimer, Rolf von Sydow, Heinz Weiss |                                                                                                  |
| 31.03.1973 | 129   |                          | |                                                                                                  |
| 28.04.1973 | 130   | Steyr                    | Günter-Kallmann-Chor, Lolita, Alfredo Corda, Horst Winter, Elke Schary, Medium-Terzett |                                                                                                  |
| 27.10.1973 | 131   | Idstein                  | Eva Randová, René Kollo, Tonia, Tony Marshall, Hans Uwe Schneider, Tatjana Iwanow, Heidi Stroh, Hans-Jürgen Bäumler, Costa Cordalis, Grit Boettcher, Edith Schneider, Oskar, Klaus Peter Schreiner, Thomas Braut, Werner Lampe, Peter Thomas, Carlos Werner, Bläserchor Hubertus, Günter-Kallmann-Chor |                                                                                                  |
| 22.12.1973 | 132   | Götzenhain               | Kimmo Lappalainen, Hildegard Uhrmacher, Ingrid van Bergen, Tilly Lauenstein, Joachim Hansen, Georg Lehn, Peter Lagger, Claus Holm, Klaus Kindler, Cindy & Bert, Kaplan Flury, Medium-Terzett, Michael Ande, Hansi Kraus, Hellmut Lange, Ferdy Mayne |                                                                                                  |
| 16.02.1974 | 133   | Wiesbaden                | Michael Theodore, Ralf Bendix, Karl Gross, Jupp Schmitz, Willy Schneider, Bully Buhlan, Willy Hagara, Bill Ramsey, Hans Rosenthal, Gudula Blau, Viktoria Brams, Dieter Augustin, Jürgen Graf, Erna Haffner, Horst Breitenfeld, Mircea Krishan, Günter Strack, Jean Thomé, Rudi Carrell, Die 3 Varias, Mona Freyberg, Fred Bertelmann, Helga und Josef Gintar, Narhalla e. V., Hessische Polizeikapelle |                                                                                                  |
| 16.03.1974 | 134   |                          | |                                                                                                  |
| 13.04.1974 | 135   | Bad Karlshafen           | Helen Mané, Michael Rosness, Udo Jürgens, Ernst H. Hilbich, Ilja Richter, Karl Lieffen, Karl John, Karl Mildenberger, Carl Möhner, Antje Hagen, Anneliese Uhlig, Eckart Dux, Uwe Friedrichsen, Lisa Fitz, Imca Marina, Roy Boston, Ulla, Ulrich und Michael Neumann, Lotti Krekel, Hildegard Krekel, Elisabeth Wiedemann, Günter-Kallmann-Chor |                                                                                                  |
| 12.10.1974 | 136   | Zürich                   | Hildegard Heichele, Vico Torriani, Rüdiger Wohlers, Karel Gott, Alfred Rasser, Gabriele Clonisch-Maio, Ernst Stankovski, Paul Kuhn, Horst Jankowski, Hein Simons, Peter Hinnen, Jan & Kjeld, Cornelia Froboess, Maria Becker, Anne-Marie Blanc, Lukas Ammann, Helmut Förnbacher, Günter-Kallmann-Chor |                                                                                                  |
| 07.12.1974 | 137   | Flughafen Frankfurt Main | Horst Laubenthal, Erich Becker, Gwyneth Jones, Ricki Wagner, Peter Kranz, Martin Semmelrogge, Heinz Werner Kraehkamp, Medium-Terzett, Olivia Molina, Mircea Krishan, Graham Bonney, Felicia Weathers |                                                                                                  |
| 01.02.1975 | 138   | Wiesbaden                | Heinz Hoppe, Tina York, Chris Roberts, Jupp Schmitz, Lotti Krekel, Maxl Graf, Kurt-Adolf Thelen, Die 3 Varias, Adam und Eve, Nina & Mike, Pat und Paul, Tatjana Iwanow, Anneliese Uhlig, Alexander Kerst, Volkert Kraeft, Lukas Ammann, Wolfgang Völz, Frank Elstner, Friedrich Nowottny, Robert Lembke, Klaus Höhne, Peter Pechel, Manfred Sexauer, Karl Tischlinger, Walter Hoor, Peter Schmitz, Compagnie des Majorettes Mulhouse, TTC Harburg, Hessische Polizeikapelle, Basler Guggemysli, Akkordeana, Bayernkapelle Gussmann, Mandolinen-Orchester Bad Vilbel, Schwarzwälder Trachtenkapelle, Pipe Major William Grieve, Argyll and Sutherland Highlanders, Musikverein Elz, Freiwillige Feuerwehr Stierstadt, Stabsmusikkorps US Air Forces Europa |                                                                                                  |
| 15.03.1975 | 139   | Bad Vilbel               | Mildred Scheel, Heinz Klunker, Mary Roos, Bibi Johns, Angèle Durand, Chris Howland, Sylvia Geszty, die Uwe Borns Singers, William Workman, Gerhard Riedmann, Albrecht Roser, Max Inzinger, Ernst Neger, Walter Spahrbier, Oswald Meichsner, Wolfgang Draeger, Horst Stark, Andreas von der Meden, Gerd Duwner, Antje Schaeffer-Kühnemann, Dieter Pröttel, Günter Siefarth, Andreas Grasmüller |                                                                                                  |
| 07.06.1975 | 140   | Mannheim                 | Peter Kraus, Dagmar Koller, Peter Minich, Peter Rubin, Evi Kent, Fred Bertelmann, Ludwig Schmid-Wildy, Maria Mucke, Maria Sebaldt, Maria Paudler, Karl Gross, María Duval, Willy Harlander, Elly Beinhorn, Marianne Rosenberg, Willi Rose, Hansjürgen Rosenbauer, Ruth Kappelsberger, Hans Haarländer, Hans Elwenspoek | Von der Bundesgartenschau 1975                                                                   |
| 06.09.1975 | 141   | Berlin                   | Edda Moser, René Kollo, Ilse Werner, Horst Winter, Gerhard Wendland, Edina Pop, Howard Carpendale, Ireen Sheer, Bata Illic, Achim Strietzel, Heinz Eckner, Heinz Sielmann, Carl Kaufmann, Martin Lauer, Petar Radenković, Bubi Scholz, Schöneberger Sängerknaben, Botho-Lucas-Chor, Polizeiorchester Berlin | Von der Internationalen Funkausstellung 1975                                                     |
| 20.12.1975 | 142   | Großkrotzenburg          | Erika Köth, Elisabeth Steiner, Kurt Böhme, Franzl Lang, Medium-Terzett, Graham Bonney, Peggy March, Bibi Johns |                                                                                                  |
| 21.02.1976 | 143   | Wiesbaden                | Dick Laan, Beate Hasenau, Margit Sponheimer, Ernst H. Hilbich, Mainzer Hofsänger, Helmut Schön, Guido Baumann, Manfred Sexauer, Hansjürgen Rosenbauer, Walther Schmieding, Elfi Graf, Tonia, Monica Morell, Marianne Rosenberg, Tina York, Gaby Baginsky, Alexander Arnz, Ekkehard Böhmer, Dieter Pröttel, Dieter Wendrich, Willy Millowitsch, Die 3 Varias, Willy Schneider, Jupp Schmitz, Kurt-Adolf Thelen |                                                                                                  |
| 03.04.1976 | 144   | Neckarsteinach           | Fritz Schulz-Reichel, Rex Gildo, Costa Cordalis, Inga Nielsen, Wilfried Badorek, Margot Eskens, Nana Gualdi, Marianne Mendt, Petra Pascal, Bully Buhlan, Hans Hass, Eilemann-Trio, Ingrid Steeger, Elisabeth Volkmann, Horst Jüssen, Wichart von Roëll, Franz Muxeneder, Helmut Förnbacher, Karl John, Heinz Weiss |                                                                                                  |
| 12.06.1976 | 145   | Mengeringhausen          | Ingrit Liljeberg, John Stewart, Roy Black, Frank Strecker, Peggy March, Die Penny Pipers, René Carol, Wolf Feller, Wolfgang Schröder, Felix Tolxdorff, Manfred Trebess, Jürgen Feindt, Jürgen Scheller, Herbert Fux, Benno Hoffmann, Eric Pohlmann, Waltraut Haas, Erwin Strahl, Edith Hancke, Gerd Vespermann, Liesel Christ, Karl Gross, David Lloyd Meredith, Günter-Kallmann-Chor |                                                                                                  |
| 07.08.1976 | 146   | St. Gallen               | |                                                                                                  |
| 02.10.1976 | 147   | Rüdesheim am Rhein       | |                                                                                                  |
| 11.12.1976 | 148   | Erbach                   | |                                                                                                  |
| 19.02.1977 | 149   | Wiesbaden                | Roberto Blanco, Bully Buhlan, Beate Hasenau, Tony Marshall, Jupp Schmitz, 3 Varias, Tina York, Fred Bertelmann, Dorthe, Helga Feddersen, Gerd Fitz, Erna Haffner, Edith Hancke, Klaus Höhne, Max Inzinger, Renate Kern, Nina Lizell, Peggy March, Norbert Orth, Paola, Ilja Richter, Joost Siedhoff, Erni Singerl, Günter Strack, Vittorio Casagrande, Ernst von Klipstein, |                                                                                                  |
| 26.03.1977 | 150   | Sulzbach                 | Anneliese Rothenberger, Rudolf Schock, Rudi Carrell, Isy Orén, Harry Friedauer, Margot Eskens, Lolita, Mieke Telkamp, Rex Gildo, Gerhard Wendland, Carolin Reiber, Maria Sebaldt, Hellmut Lange, Werner Veigel, Violetta Ferrari, Inge Wolffberg, Hans Clarin, Jonny Hill, Nina & Mike, Pat und Paul, Medium-Terzett, Offenbacher Kinderchor |                                                                                                  |
| 04.06.1977 | 151   | Obersuhl                 | |                                                                                                  |
| 27.08.1977 | 152   | Bonn                     | Carl Schell, Stella Mooney, Wolfgang Opitz, Evelyn Opitz, Rolf Becker, Alexandra Becker |                                                                                                  |
| 22.10.1977 | 153   | Eschwege                 | Wencke Myhre, Katja Ebstein, Roger Whittaker, Grit van Jüten, Heinz Hoppe, Reinhard Glemnitz, Karin Dor, Ingeborg Schöner, Tilly Lauenstein, Anneliese Uhlig, Hannes Flesner, Karl Gross, Willy Schneider, Frank Strecker, Sepp Viellechner, Johanna König, Andrea & Wyn Hoop, Ann & Andy, Horst Keitel, Wolfgang Völz |                                                                                                  |
| 17.12.1977 | 154   | Offenbach am Main        | |                                                                                                  |
| 04.02.1978 | 155   | Wiesbaden                | Peter Beil, Dagmar Berghoff, Roberto Blanco, Joachim Brauner, Herbert Brückner, Vittorio Casagrande, Otto Diepholz, Otto Dullenkopf, Kurt Fleming, Gerhard Glogowski, Franz Grothe, Chris Howland, Bata Illic, Robert Knüppel, Franzl Lang, Larissa, Wolfgang Lüder, Irene Mann, Rolf Nolting, Peggy March, Tony Marshall, Jochen Richert, Dunja Rajter, Hans Rosenthal, Peter Rubin, Karl-Heinz Rudolph, Helmut Sander, Antje Schaeffer-Kühnemann, Michael Schanze, Herbert Schmalstieg, Jupp Schmitz, Rudi Schroeter, Tonia, Werner Veigel, Wolfgang, Klaus Zeitler |                                                                                                  |
| 08.04.1978 | 156   | Bad König                | Ursula Koszut, Rüdiger Wohlers, Joachim Fuchsberger, Die 3 lustigen Moosacher, Ruth Jordan, Liesel Westermann, Hans-Jürgen Bäumler, Egon Müller, Waltraud Haas, Carola Höhn, Rudolf Lenz, Wolfgang Lukschy, Gitti und Erika, Luitgard Im, Ulla Jacobsson, Ruth Maria Kubitschek, Ellen Schwiers, Lotti & Hildegard Krekel, Jacob Sisters, die Krügener Familie, Gebrüder Pfarr, Angela Biehl, Gundula Fritzke, Birgit Neumann, Ute Sanner, Dagmar Winkler |                                                                                                  |
| 28.05.1978 | 157   | Haiger                   | Peter Minich, Hildegard Heichele, Will Glahé, Willy Hagara, Willy Schneider, Viel-Harmoniker, Irene Koss, Ruth Niehaus, Gotthilf Fischer, Gunnar Möller, Rolf-Hans Müller, Mary Roos, Monika Hauff, Klaus-Dieter Henkler, Gudula Blau, Liesel Christ, Brigitte Rau, Walter Gross, Georg Lehn, Pia Carl, Barbara Feidt, Evelyn Kreppel, Yvonne Möritz |                                                                                                  |
| 20.08.1978 | 158   | Vaduz                    | Alois Aichhorn, Charlotte Berthold, Freddy Quinn, Franz Schafheitlin, Herbert Weißbach, Gerd Vespermann, Heinrich Harrer, Claus Hehner, Günter-Kallmann-Chor, Ruth Kappelsberger, Irene Neubauer, Robert Allgäuer, Robert Lembke, Marianne Mendt, Paola, Georg Blädel, Pit Krüger, Hans Sachs, Luis Trenker, Valérie von Martens, Einzi Stolz, Hanni Wenzel | Premiere von Heinz Schenks Lied: Es ist alles nur geliehen                                       |
| 22.10.1978 | 159   | Hannover                 | Achim Strietzel, Antje Hagen, Christiane Rücker, Diethard Rohrmann, Eckart Dux, Gitte, Jörn W. Wilsing, Jürgen Draeger, Jürgen Scheller, Margot Philipp, Michael Albrecht, Naëmi Priegel, Rainer Basedow, Reno Nonsens, Uwe Friedrichsen, Veronika Faber, Vico Torriani, Medium-Terzett |                                                                                                  |
| 17.12.1978 | 160   | Bad Salzschlirf          | Heinz Hoppe, Claudia Eder, Bill Ramsey, Alfred Biolek, Carlo von Tiedemann, Helga Guitton, Manfred Sexauer, Uschi Nerke, Familie Emmel, Peros Quartett, The King’s Singers, Peter Rubin, Camillo Felgen, Peter Hinnen, Graham Bonney, Nico Haak, Greetje Kauffeld, Hanni Vanhaiden, Peter Fröhlich, Joachim Hansen, Gene Reed |                                                                                                  |
| 24.02.1979 | 161   | Wiesbaden                | Peggy March, Mona Baptiste, Salvatore Adamo, Bully Buhlan, Roberto Blanco, Vittorio Casagrande, Otto Dullenkopf, Heinz Eckner, Gerhard Glogowski, Heino, Tatjana Iwanow, Bibi Johns, Waldemar Kmentt, Dagmar Koller, Lotti Krekel, Botho Lucas, Tony Marshall, Maria Mucke, Ralf Paulsen, Hans Richter, Herbert Schmalstieg, Jupp Schmitz, Willy Schneider, Ireen Sheer, Kurt-Adolf Thelen, Margit Sponheimer, Herrmann Timmann, 3 Varias |                                                                                                  |
| 08.04.1979 | 162   | Michelstadt              | Grit van Jüten, Rex Gildo, Michail Svetlev, Karl Gross, Ernst H. Hilbich, Brigitte Mira, Katja Polletin, Uwe Dallmeier, Herbert Steinmetz, Kerstin Siebmann, Horst Breiter, Wolfgang Buresch, Dennie Christian, Peter Roeders, Ann & Andy, Marianne und Michael, Pat und Paul, Susanne Enz, Evelyn Gutkind-Bienert, Jürgen Abeler, Heinz Diabal, Erika Heyny, Günter Lange, Boris Blase |                                                                                                  |
| 27.05.1979 | 163   | Biedenkopf               | Carol Malone, Donald Grobe, Mireille Mathieu, Johanna von Koczian, Mircea Krishan, Günter Pfitzmann, Nikolaus Schilling, Heinz Weiss, Liesel Christ, Hilde Sicks, Max Grießer, Oscar Heiler, Peter Millowitsch, Gruppe Albatros, Wiesbadener Juristen-Band, Carl Bay, Hans Freese, Karl Ludwig Mönkemeier, Hermann Rockmann, Peter Krön, Hartmut Henning Boehmer |                                                                                                  |
| 02.09.1979 | 164   | Berlin                   | Horst Laubenthal, Renate Holm, Freddy Quinn, Medium-Terzett, Familie Werner Schmiederer, Bill Ramsey, Carlheinz Hollmann, Schwarzwaldfamilie Seitz, Max Schautzer, Carolin Reiber, Victoria Voncampe, Karin Tietze-Ludwig, Mady Riehl, Brigitte Xander, Die Spreetaler Musikanten, Ernst Marquardt Blasorchester, Polizeiorchester Berlin, Rudi Carrell, Niko + Ellen Dumkow, Willy Lehmann, Igor Jedlin, 2 Conchins, 3 Skondis | Von der Internationalen Funkausstellung 1979                                                     |
| 28.10.1979 | 165   | Lorch                    | Elaine Cormany, Michael Rosness, Caterina Valente, Dinah Hinz, Ingeborg Schöner, Siegfried Rauch, Fritz Tillmann, Gitte, Gabriele Jacoby, Hans Uwe Schneider, Kurt Stadel, Chris Howland, Die Kirmesmusikanten, Carl Bay, Kurt Dehn, Franzl Lang, Willy Seiler, Rolf Simson, Günter-Kallmann-Chor |                                                                                                  |
| 16.12.1979 | 166   | Kelsterbach              | Swingle Singers, Manfred Schenk, Jane Tilden, Marie Versini, Martin Böttcher, Rudolf Lenz, Nadja Tiller, Walter Giller, Edith Hancke, Marek & Vacek, Elke Aberle, Rose Renée Roth, Anneliese Uhlig, Peer Augustinski, Helmut Förnbacher, Ilse Gramatzki, Christine Weidinger, Christine Prinzessin zu Schaumburg-Lippe, Evelyn Künneke, Hein Simons, Hans-Joachim Stuck |                                                                                                  |
| 17.02.1980 | 167   | Wiesbaden                | Johannes Heesters, Ronald Burger, Otoniel Gonzaga, Josef Protschka, Margit Sponheimer, Ernst H. Hilbich, Willy Schneider, Irene Mann, Walter Hoor, Erni Singerl, Teddy Parker, Elmar Gunsch, Monika Dahlberg, Marianne Mendt, Lena Valaitis, Hanne Wieder, Helga Feddersen, Oscar Heiler, Kurt Pratsch-Kaufmann, Jupp Schmitz | Erste Karnevalssendung mit dem Lied: Heut’ ist Karneval in Knieritz an der Knatter               |
| 13.04.1980 | 168   | Göppingen                | Sylvia Geszty, Günter Wewel, Olivia Molina, Anita Kupsch, Vivi Bach, Barbara Rütting, Rainer Holbe, Heinz Schimmelpfennig, Antje Schaeffer-Kühnemann, Prof. Heinz Haber, Max Inzinger, Johannes Kuhn, Martin Teich, Ulrike Bliefert, Ursula Dirichs, Wega Jahnke, Werner Kreindl, Karl Lieffen, Dieter Eppler, Gotthilf Fischer, Günter Freund, Erwin Lehn, Oscar Müller, Willy Seiler, Max Strecker, Teddy Stauffer, die Schwabenland Singers |                                                                                                  |
| 08.06.1980 | 169   | Kronberg im Taunus       | Kurt Felix, Paola, Mary Roos, Werner Böhm, Karel Gott, Anna Moffo, Antonius Nicolescu, Günter Strack, Wera Frydtberg, Marianne Rosenberg, Katharina Mayberg, Kurt Jaggberg, Viktoria Brams, Christine Schuberth, Gerhard Riedmann, Kurt Schmidtchen, Eva-Maria Raymond, Thomas Raymond, Günther Schwenn, Medium-Terzett |                                                                                                  |
| 28.09.1980 | 170   | Hadamar                  | Erika Köth, Otoniel Gonzaga, Günter-Kallmann-Chor, Horst Jankowski, Bill Ramsey, Benno Sterzenbach, Fritz Tillmann, Sylvia Vrethammar, Wim Thoelke, Angelika Feldmann, Edith Teichmann, Elisabeth Volkmann, Elisabeth Wiedemann, Ambros Seelos, Dominik Seelos, Hugo Strasser, Thomas Strasser, Helmut Zacharias, Thomas Zacharias, Willi Kuhweide, Michael von Neuhoff, Rudolf Röse |                                                                                                  |
| 02.11.1980 | 171   | Bebra                    | Tamara Lund, Frieder Stricker, Ivan Rebroff, Marianne und Michael, Gwendolyn von Ambesser, Kai Fischer, Waltraut Haas, Gisela Trowe, Andrea Jürgens, Ulla Norden, Roy Black, Tony Holiday, Lukas Ammann, Eckart Dux, Mircea Krishan, Wolfgang Lukschy, Thomas Schüler, Klaus Wildbolz, Evi Mittermaier, Toni Sailer, Bubi Scholz |                                                                                                  |
| 21.12.1980 | 172   | Darmstadt                | Marilyn Schmiege, Harald Stamm, Käte Jaenicke, Edith Volkmann, Klaus Dahlen, Horst Keitel, Familie Emmel, Friedrich Schoenfelder, Olivia Pascal, Maria Paudler, Ernst von Klipstein, Hans Kraus, Tölzer Knabenchor, Gebrüder Pfarr, Heinz Werner Kraehkamp, Georg Lehn, Erwin Scherschel, Günter Strack, Georg Kotter |                                                                                                  |
| 21.02.1981 | 173   | Kassel                   | Joachim Fuchsberger, Heidi Kabel, Helmut Schön, Willy Schneider, Lotti Krekel, Peter Kraus, Paola, Rainer Holbe, Tony Marshall, Elke Kast, Sibylle Nicolai, Elfi von Kalckreuth, Karin Tietze-Ludwig, Tony Holiday, Margit Sponheimer, Ernst H. Hilbich, Anne-Marie Sprotte, Mady Riehl, Renate und Werner Leismann, Costa Cordalis |                                                                                                  |
| 28.03.1981 | 174   | Frankfurt am Main        | Johanna von Koczian, Helga Thieme, Hermann Prey, Peter Minich, Curth Flatow, Bruno Hampel, Horst Pillau, Heinz Oskar Wuttig, Sofie Engelke, Dagmar Koller, Brigitte Mira, Ute Willing, Horst Janson, Lis Verhoeven, Beppo Brem, Benno Sterzenbach, Wolfgang Hicks, Felix Mussil, Medium-Terzett, Manfred Schmidt, Oskar | 100. Sendung mit Heinz Schenk und Lia Wöhr                                                       |
| 23.05.1981 | 175   | Bürstadt                 | Sylvia Greenberg, Norbert Orth, Franz Lambert, Rudolf Lenz, Hans von Borsody, Willy Schultes, Erwin Strahl, Ekkehard Böhmer, Harald Schäfer, Klaus Steller, Dieter Wendrich, Franziska Bronnen, Edeltraut Elsner, Gundy Grand, Diana Körner, Antonia, Bibi Johns, Peter Fröhlich, Bata Illic, Vittorio Casagrande, Günter-Kallmann-Chor, Martin Jente | Letzte Sendung mit Reno Nonsens                                                                  |
| 19.09.1981 | 176   | Korbach                  | Deborah Sasson, Martin Finke, Mireille Mathieu, Peter Horton, Fritz Schenk, Manfred Schenk, Almut Eggert, Hildegard Krekel, Ruth Niehaus, Barbara Valentin, Maria Hellwig, Ilse Pagé, Ruth Mönch, Peer Schmidt, Die 3 Travellers, Cindy & Bert, Jacob Sisters, Bernhard Brink, Roland Kaiser |                                                                                                  |
| 24.10.1981 | 177   | Bad Soden-Salmünster     | Barbara Bonney, Ronald Burger, Katja Ebstein, Freddy Quinn, Roland Kaiser, Barbara Schöne, Heinz Eckner, Rolf-Hans Müller, Manfred Sexauer, Elfi Graf, Johanna König, Ted Herold, Gerda Gmelin, Dieter Eppler, Hannes Messemer, Rolf Schimpf, Rosy-Singers, Offenbacher Kinderchor |                                                                                                  |
| 05.12.1981 | 178   | Bischofsheim             | Elisabeth Steiner, Kurt Böhme, Lolita, Rex Gildo, Pit Krüger, Susanne Beck, Katerina Jacob, Jan Hendriks, Gottfried Kramer, Hans Kraus, Hans Richter, Hein Simons, Christian Wolff, Dunja Rajter, Iris Walachowski, Emil Brandl, Gene Reed, Schwester Renata & ihre Kinder, Rolf-Werner Fechter, Christa Preuß, Heinz-Jürgen Preuß, Reinhard Preuß, Männergesangverein Germania, Männergesangverein Liederkranz |                                                                                                  |
| 13.02.1982 | 179   | Ludwigshafen am Rhein    | Gottlieb Wendehals, Helga Feddersen |                                                                                                  |
| 03.04.1982 | 180   | Bad Homburg v. d. Höhe   | Felicia Weathers, Josef Protschka, Paola, Karel Gott, Golden Gate Quartet, Marianne Mendt, Edith Schollwer, Edgar Bessen, Gotthilf Fischer, Irene Aulich, Beate Hopf, Beatrix Jerg, Gabi Kimpfel, Helmut Förnbacher, Heini Göbel, Reinhard Kolldehoff, Friedrich Schütter, Willy Schultes, Christian und Gabriel Damm |                                                                                                  |
| 19.06.1982 | 181   | Bad Wimpfen              | Grit van Jüten, Wolfgang Schöne, Udo Jürgens, Hauff und Henkler, Uschi Glas, Ekkehardt Belle, Siegurd Fitzek, Raimund Harmstorf, Claus Wilcke, María Duval, Frank Duval, Dinah Hinz, Michael Hinz, Immy Schell, Carl Schell, Katharina Brauren, Angèle Durand, Lukas Ammann, Benno Hoffmann, Jürgen Scheller, Kerstin Paeserack, Oscar Heiler, Medium-Terzett |                                                                                                  |
| 04.09.1982 | 182   | Bad Hersfeld             | Katherine Stone, Harald Serafin, Marco Bakker, Pat und Paul, Hans Rosenthal, Bibi Johns, Bernhard Brink, Marianne Rosenberg, Chris Howland, Friedrich Georg Beckhaus, Kurt Jaggberg, Gerhart Lippert, Manfred Seipold, Liesel Christ, Elert Bode, Dieter Henkel, Veit Relin, Hans Richter, Martin Jente, Vera Kálmán | 25 Jahre Blauer Bock, letzte Sendung unter musikalischer Leitung von Franz Grothe                |
| 30.10.1982 | 183   | Bad Sooden-Allendorf     | Christine Weidinger, Wolfgang Fassler, Gunter Gabriel, Karl Gross, Ralph Heid, Christine Westermann, Hannes Bressler, Jean Pütz, Jochen Pützenbacher, Dagmar Koller, Ireen Sheer, Silvio Francesco, Peter Rubin, Bert Fortell, Max Grießer, Achim Strietzel, Heinz Weiss, Paul Lesniewicz, Heinrich Strohauer | Erste Sendung unter musikalischer Leitung von Rolf-Hans Müller                                   |
| 18.12.1982 | 184   | Wiesbaden                | Margot Eskens, Greetje Kauffeld, Teddy Parker, Vittorio Casagrande, Willy Millowitsch, Edith Hancke, Brigitte Mira, Thomas Ohrner, Anja Schüte, John Jürgens | Sendung ab sofort dauerhaft im Abendprogramm                                                     |
| 12.02.1983 | 185   | Wiesbaden                | Peer Augustinski, Roberto Blanco, Monika Dahlberg, Helga Feddersen, Pit Krüger, Raimund Harmstorf, Ernst H. Hilbich, Walter Jokisch, Lotti Krekel, Frank Lehmann, Andreas Mannkopff, Tony Marshall, Paola, Helge Philipp, Hans-Joachim Rauschenbach, Wim Thoelke, Jupp Schmitz, Willy Schneider, Werner Schumacher, Karl Senne, Rut Speer, Kurt-Adolf Thelen, Werner Veigel, Jörn W. Wilsing |                                                                                                  |
| 26.03.1983 | 186   | Heppenheim (Bergstraße)  | Gabriele Fontana, Heino, Christian Boesch, Franz Lambert, Helmut Zacharias, Ireen Sheer, Marianne und Michael, Nina & Mike, Pat und Paul, Heidi Stroh, Jürgen Draeger, Eckart Dux, Wolfried Lier, Marion Kracht, Mady Rahl, Reinhard Glemnitz, Hans Richter, Peer Schmidt, Max Schautzer |                                                                                                  |
| 21.05.1983 | 187   | München                  | Alice und Ellen Kessler, Elmar Gunsch, Antje Schaeffer-Kühnemann, Christiane Rücker, Gabriele Schramm, Georg Blädel, Gracia-Maria Kaus, Heide Keller, Karl Moik, Maria Hellwig, Max Grießer, Norbert Orth, Ralf Paulsen, Rosemarie Stauder, Roy Black, Royal Hawaiian Band, Ruth Mönch, Siw Inger, Tonia, Aerobic-Gruppe Aschober |                                                                                                  |
| 28.08.1983 | 188   | Heidelberg               | Inga Nielsen, James Anderson, Reinhard Mey, Freddy Quinn, Takeo Ischi, Harald Dietl, Robert Naegele, Peter Schiff, Friedrich Schoenfelder, Ulla Norden, Dunja Rajter, Bernd Clüver, Béla Erny, Elke Aberle, Antje Hagen, Christine Schuberth, Ute Willing, Heinz Haber, Günter-Röben-Chor |                                                                                                  |
| 08.10.1983 | 189   | Geisenheim               | Dorthe, Frank Elstner, Rüdiger Wohlers, Klaus Wunderlich, Die Kirmesmusikanten, Carla Lodders, Freddy Breck, Hansl Krönauer |                                                                                                  |
| 11.12.1983 | 190   | Bad Orb                  | Susan Roberts, Manfred Schenk, Mireille Mathieu, Richard Clayderman, Dagmar Altrichter, Evelyn Meyka, Martin Schleker, Joost Siedhoff, Lydia Huber, Karin Rauschen, Carl Bay, Sepp Viellechner, Katerina Jacob, Susanne von Medvey, Christa Siems, Joachim Hansen, Peter Petrel, Medium-Terzett, Sing- und Spielkreis Frankfurt, Hans Joachim Fröhlich, Armin Dassler |                                                                                                  |
| 25.02.1984 | 191   | Wiesbaden                | Michael Schanze, Peter Kraus, Mary & Gordy, Helmut A. Crous, Bernd Assenmacher, Rolf Braun, Marlène Charell, Barbara Firzlaff, Christine Firzlaff, Gitti und Erika, Ernst H. Hilbich, Lotti Krekel, Hildegard Krekel, Anita Kupsch, Marianne Mendt, Ernst Neger, Naëmi Priegel, Ilse Pagé, Dieter Reith, Wolfgang Schackow, Margit Sponheimer, Konrad Trapp, Stengel | Letzte Sendung mit dem Pianisten Hans Schepior                                                   |
| 21.04.1984 | 192   | Herborn                  | Julie Kaufmann, Karl Ridderbusch, Lena Valaitis, Karel Gott, Freddy Quinn, Waltraut Haas, Bibi Johns, Gisela Stern, Bernhard Brink, Ralf Paulsen, Sylvia Geszty, Erika Köth, Hanno Blaschke, Waldemar Kmentt, Will Höhne, Martin Jente, Willy Millowitsch, Horst Janson, Ilja Richter, Herbert Steinmetz, Günter Strack |                                                                                                  |
| 26.05.1984 | 193   | Hockenheim               | Angelika Milster, Otoniel Gonzaga, Conny & Jean, Ricky King, Gunther Philipp, Monika Dahlberg, Margot Eskens, Greetje Kauffeld, Angelika Feldmann, Evelyn Gressmann, Lukas Ammann, Gerhard Riedmann, Gerd Duwner, Herbert Fux, Walter Hoor, Christian Wolff, Hugo Strasser, Thomas Strasser & seine Musikanten, Wilhelm Herz, Karl Kling, Hermann Lang, Prinz Leopold von Bayern, Wilhelm Noll, Hans-Joachim Stuck, Walter Zeller |                                                                                                  |
| 07.07.1984 | 194   | Baunatal                 | Carmen Anhorn, Elmar Gunsch, Dieter Thomas Heck, Karl Moik, Teddy Parker, Claudio-Dorado-Duo, Antonius Nicolescu, The Hornettes, Chris Howland, Mady Rahl, Max Grießer, Kurt Jaggberg, Karl-Heinz Kreienbaum, Jürgen Scheller, Echo-Echo, Hans-Walter Kramski, Siw Inger, Tonia, Tina York, Graham Bonney, Bernd Clüver, Tony Holiday, Musikgruppe Baunatal/Schauenburg, Chorvereinigung Altenritte |                                                                                                  |
| 29.09.1984 | 195   | Rotenburg a. d. Fulda    | Beate Hasenau, Diana Körner, Barbara Schöne, Paola, Roberto Blanco, Susanne Beck, Wolfgang Herbort, Renate Holm, Inge Letz, Georg Martin Lange, Irene Mann, Rainer Bertram, Dieter Pröttel, Max Sieber, Reni Grossmann, Hannes Rheingruber, Werner Böhm, Rolf Hans Müller, Dieter Reith, Gerd Wilden, Günter Röben-Chor, Audrey Landers, Parforcehorngruppe Rotenburg |                                                                                                  |
| 22.12.1984 | 196   | Frankfurt am Main        | Nana Mouskouri, Udo Jürgens, René Kollo, Bernd Weikl, Andor Foldes, Mary Roos, Lena Valaitis, Günter Wewel, Pat und Paul, Margit Anderson, Roland Steinel, Sigi Harreis, Marie-Louise Fresenius, Peer Augustinski, Sky Dumont, Bernd Helfrich, Manfred Seipold, Naëmi Priegel, Dunja Rajter |                                                                                                  |
| 27.01.1985 | 197   | Ludwigshafen am Rhein    | Tony Marshall, Offiziersgarde Ludwigshafen, Ehrencorps der Stadt Offenbach, Marianne Mendt, Susan Roberts, Rex Gildo, Otoniel Gonzaga, Medium-Terzett, Max Schautzer, Jan Willem, Trine Mork, Margit Sponheimer, Star Sisters, Waltraut Haas, Lotti Krekel, Séverine, Bata Illic, Vittorio, Anstaltsband, Wiesbadener Juristenband, Hans Clarin, Martin Jente, Marlène Charell, Ernst H. Hilbich, 3 Varias, Jupp Schmitz, Willy Schneider, Walldürner Postillione, Sing- und Spielkreis Frankfurt, Mitgliedsvereine des Großen Rates der Ludwigshafener Karnevalsvereine e. V. |                                                                                                  |
| 23.03.1985 | 198   | Offenbach am Main        | Jerrold van der Schaaf, Günter-Kallmann-Chor, Gerd Vespermann, Sing- und Spielkreis Frankfurt, Hans-Jürgen Bäumler, Hans von Borsody, Volker Brandt, Gerhard Riedmann, Lisa Griffith, Wolfgang Thüne, Simone Rethel, Claudia Rieschel, Sigmar Solbach, Walter Scholz, Barbara Noack, Kurt Wagenführ, Mary Roos, Julia Biedermann, Antje Hagen, Ursula Heyer, Anja Kruse |                                                                                                  |
| 11.05.1985 | 199   | Tauberbischofsheim       | Raili Viljakainen, Gotthilf Fischer, Grit Boettcher, John Pickering, Marek & Vacek, Evelyn Gressmann, Heide Keller, Brigitte Mira, Ute Willing, Sing- und Spielkreis Frankfurt, Gillian Scalici, Heinz Eckner, Klaus Havenstein, Gottfried Kramer, Gerhart Lippert, Costa Cordalis |                                                                                                  |
| 24.08.1985 | 200   | Weilburg                 | Mireille Mathieu, Truck Stop, Johanna von Koczian, Freddy Quinn, Melanie Holliday, Medium-Terzett, Werner Hollweg, Titus Hollweg, Eva Pflug, Ilse Werner, Dieter Eppler, Heinz Weiss, Patricia Patek, Christine Schuberth, Ekkehardt Belle, Kurt Schmidtchen, Achim Strietzel, Claus Wilcke, Ingrid Kreuder, Maria Mucke |                                                                                                  |
| 08.02.1986 | 201   | Lampertheim              | Nikolaus Schilling, Brigitte Mira, Margit Sponheimer, Horst Janson, Andreas Mannkopff, Herbert Fux, Kurt-Adolf Thelen, Jupp Schmitz, Lotti Krekel, Erna Haffner, Herbert Steinmetz, Walter Hoor, Isy Orén, Illo Schieder, Naëmi Priegel, Martin Jente, Heinz Hellberg, Claudius Zimmermann, Jonny Hill, Peter Petrel, Anja Kruse, Siw Inger, Tina York |                                                                                                  |
| 29.03.1986 | 202   | Marburg                  | Felicia Weathers, Friedrich G. Beckhaus, Harald Dietl, Georg Lehn, Peter Schiff, Margot Werner, Charlott & Jürgen Wendling, Alejandro Ramírez, Sing- und Spielkreis Frankfurt, Helga Papouschek, Béla Erny, Harald Serafin, Wilhelmine Becker, Maria Guntrum, Auguste Mann, Almut Eggert, Gracia Maria Kaus, Anita Kupsch, Ingeborg Schöner, Vico Torriani |                                                                                                  |
| 16.08.1986 | 203   | Wiesbaden                | Grit van Jüten, Robert Schunk, Günter Strack, Hildegard Krekel, Marie-Luise Marjan, Ursela Monn, Elisabeth Wiedemann, Linha Singers, Ilse Werner, Naëmi Priegel, Uwe Friedrichsen, Dieter Eppler, Oliver Grimm, Kurt Jaggberg, Willy Schultes, Czeslaw Sajdak, Die Kirmesmusikanten |                                                                                                  |
| 18.12.1986 | 204   | Hochheim am Main         | Headline, Bernd Helfrich, Chris Howland, Klaus-Hagen Latwesen, Manfred Seipold, Rosi Mittermaier, Sing- und Spielkreis Frankfurt, Nicki, Günter Wewel, Kristina Böhm, Judith Brandt, Nathalie Hallervorden, Susanne von Medvey, Slava Kantcheff, Peter Horton, Gabriele Jacoby, Thomas Fritsch, Kirsten Blanck, Helene Schneiderman |                                                                                                  |
| 28.02.1987 | 205   | Ludwigshafen am Rhein    | Jupp Schmitz, Lotti Krekel, Alice und Ellen Kessler, Freddy Quinn, Klaus und Klaus, Uschi Bauer, Rainer Brandt, Heidi Brühl, Steven Kimbrough, Reinhard Glemnitz, Max Grießer, Klaus Havenstein, Ernst H. Hilbich, Rudolf Lenz, Nella Martinetti, Jürgen Scheller, Peter Seum, Erwin Strahl, Margit Sponheimer |                                                                                                  |
| 01.05.1987 | 206   | Wetzlar                  | René Kollo, Dagmar Berghoff, Birgit Lechtermann, Ramona Leiß, Antje-Katrin Kühnemann, Karin Tietze-Ludwig, Monika Hauff, Klaus-Dieter Henkler, Franz Muxeneder, Katalin Pitti, Walter Flamme, Raimund Gensel, Gerhart Lippert, Kurt Schmidtchen, Heinz Weiss, Dagmar Koller, Peter Zeug, KTC Bornheim, Christa Behnke, Reinhard Mey |                                                                                                  |
| 29.08.1987 | 207   | Berlin                   | Rüdiger Wohlers, Hans Bierbrauer alias Oskar, Horst Pinnow, Jochen Schroeder, Wolfgang Spier, Achim Strietzel, Katja Ebstein, Roberto Blanco, Martin Jente, Marek & Michel, Marjon Lambriks, Anja Kruse, Heinz Hellberg, Evelyn Gressmann, Katerina Jacob, Diana Körner, Maria Perschy, Mary & Gordy, Chor „Regenbogen“ | Von der Internationalen Funkausstellung 1987                                                     |
| 19.12.1987 | 208   | Frankfurt am Main        | Caterina Valente, Renate Holm, Peter Minich, Paola, Sing- und Spielkreis Frankfurt, Ilona Christen, Hermann Prey, Paul Kuhn, Margot Hielscher, Sabine Postel, Golden Gate Quartet, Rudi Derse, Peer Augustinski, Werner Kreindl, Willy Millowitsch, Peer Schmidt, Roy Etzel, Duo Doppelgold, Ralf Paulsen, Alexandre Malempré, Medium-Terzett, Charlotte & Jürgen Wendling, Angeliki Cordalis, Costa Cordalis, Gavin du Porter, Ireen Sheer, Tina York |                                                                                                  |

Quellen: u. a. Mikrofilmarchiv Hannoversche Allgemeine Zeitung, Online-Archiv Mindener Tageblatt, Programmzeitschriften, Abspann der Originalsendungen